# Roy Blumenthal
Roy Blumenthal (Joanesburgo, África do Sul, 1968) é um poeta bastante ativo desde o início da década de 90. É o fundador da Barefoot Press, a qual iniciou seus trabalhos publicando panfletos. Cinco edições foram publicadas, com uma edição-alvo de 20.000 cada. Juntamente com Graeme Friedman, co-editou A Writer in Stone, um tributo ao escritor sul-africano, Lionel Abrahams. Blumenthal também é um roteirista, escritor, produtor e designer..